# Socialist Alternative

Logo van Socialist Alternative

Socialist Alternative is een democratisch- en revolutionair-socialistische politieke partij in de Verenigde Staten. De partij is aangesloten bij Internationaal Socialistisch Alternatief (ISA), het voormalige CWI, een internationale trotskistische koepelorganisatie.
De partij werd opgericht als Labor Militant in 1986 en is actief in meer dan 50 steden. Het bekendste gezicht is Kshama Sawant, die in 2013 werd verkozen als gemeenteraadslid in Seattle. Verder heeft Socialist Alternative geen verkozenen. De partij brengt sinds 2013 een gelijknamig maandblad uit. Binnen ISA is Socialist Alternative de grootste afdeling met ongeveer 1.000 leden.
Eind 2020 sloten verschillende leden van Socialist Alternative zich aan bij Democratic Socialists of America om, naast hun activisme bij SA, bij te dragen aan een organisatie die "het best geplaatst [is] om de noodzaak van een nieuwe partij te uit te dragen, kiescampagnes te voeren buiten de Democratische Partij die als voorbeelden kunnen dienen, en haar energie te richten op de uitbouw van massabewegingen."